# Lorraine CDP (Nueva York)
Lorraine es un lugar designado por el censo ubicado en el condado de Jefferson en el estado estadounidense de Nueva York. En el Censo de 2020 tenía una población de 139 habitantes y una densidad poblacional de 109,44 habitantes por km². Fue incluido como CDP en el censo de 2010.

## Geografía
Lorraine se encuentra ubicado en las coordenadas 43°45′57″N 75°57′33″O / 43.76583, -75.95917. Según la Oficina del Censo de los Estados Unidos,  tiene una superficie total de 1,27 km², todos correspondientes a tierra firme.